# Mástil pagoda

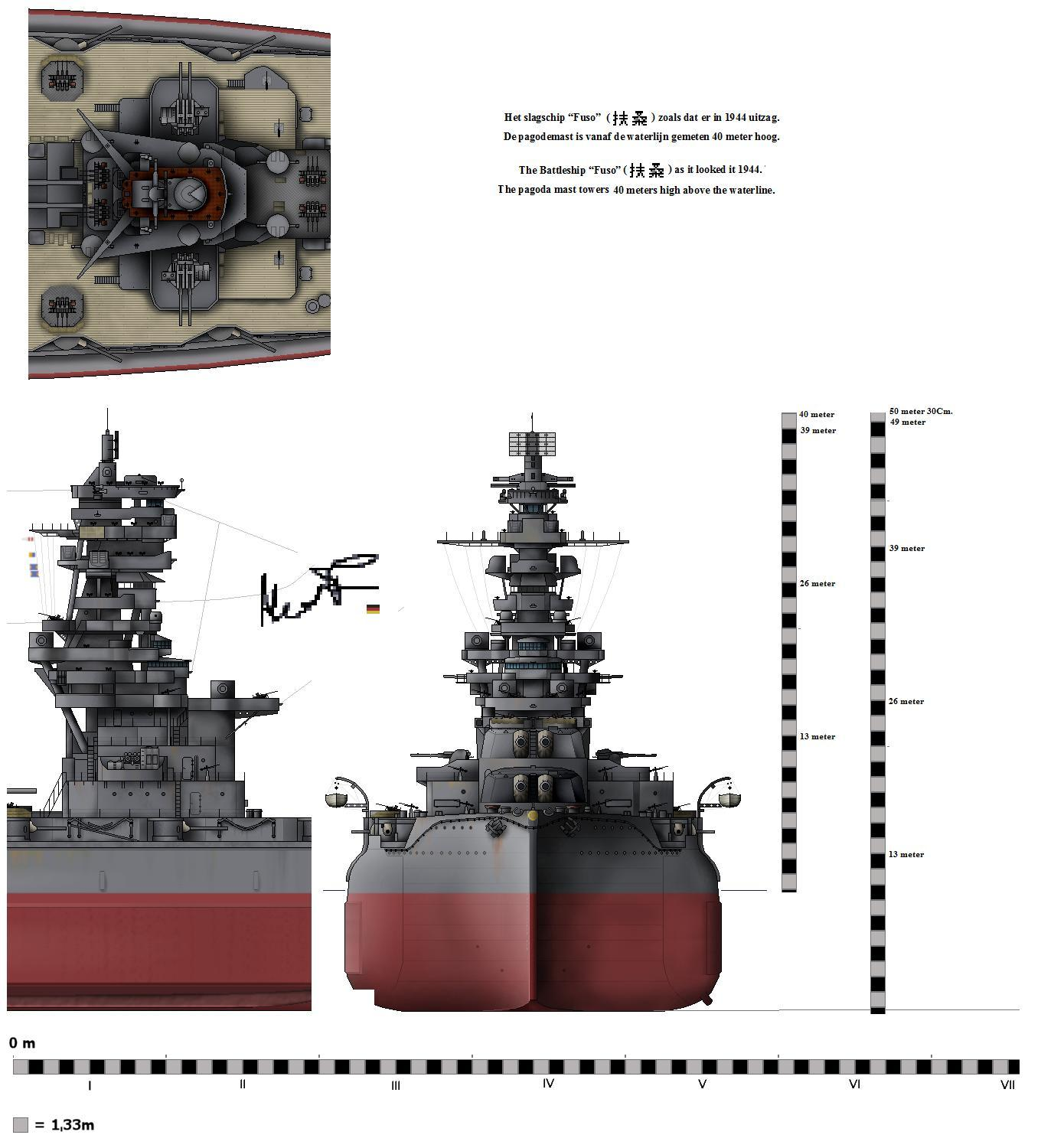
Mástil de pagoda del Fusō en 1944 con vara de medir.

El mástil pagoda fue un tipo de superestructura que era común en las naves capitales japonesas durante su reconstrucción durante la década de 1930, en un intento por mejorar su desempeño en combate.

## Historia
Los mástiles pagoda se construyeron sobre los mástiles trípode existentes al agregar plataformas, miradores y refugios uno sobre el otro; el resultado final se asemejaba a un templo de pagoda. Presentaban una gran cantidad de plataformas que incluían puntos de observación y reflectores. Las superestructuras se construyeron en la mayoría de los barcos que fueron reconstruidos por los japoneses, incluidos los cruceros de batalla de la clase Kongō y los acorazados de clase Fusō, Ise y Nagato.

### Oposición
En las armadas occidentales, los altos mástiles de pagoda generalmente eran mal vistos. Los arquitectos navales y marineros del hemisferio occidental afirmaron que los acorazados japoneses eran demasiado "pesados" y los críticos a menudo se burlaban de estos buques al apodarlos "árboles de Navidad". Por ejemplo, la parte superior del mástil de la pagoda del acorazado Fusō estaba a 40 m (130 pies) por encima de la línea de flotación.